# كيه سي كونسيبسيون
ماريا مريستينا كاساندرا كوتينا كونسيبسيون (مواليد 7 أبريل 1985) ممثلة ومغنية فلبينية، وأيضًا سفيرة في برنامج الغذاء العالمي للأمم المتحدة.

## حياتها الشخصية
كونسيبسيون هي ابنة المغنية والممثلة شارون كونيتا والممثل جابي كونسيبسيون وابنة السيناتور فرانسيس بانجيلينان بالتبني بعد زواجه من والدتها.
وقد عاودت التواصل مع والدها بعد مضي ثلاثة عشر عامًا من انفصال والديها وهجرته إلى الولايات المتحدة عام 1995.
تخرجت من المدرسة الابتدائية ف يكلية سانت بيدرو بوفيدا في ماندالويونغ. وفي عام 2003, تخرجت من مدرسة مانيلا الدولية، وفي عام 2007, حصلت على درجة البكالوريوس في مجال الاتصال والتعاون الدولي ومينور في فنون المسرح من الجامعة الأمريكية في باريس.

## المهنة
قدمت كونسيبسيون العديد من العروض في حفلات والدتها التليفزيونية. وفي عام 2003, أصبحت وجه إعلاني في كل من التليفزيون والإعلانات المطبوعة. كما تم الإعلان عن اختيارها للمشاركة في برنامج " The Buzz " الذي يذاع على قناة MTV Asia بعد اعتذار روفا جوتيريز. وفي عام 2010, شاركت بالغناء مع المغنية سكاي سويتنام من خلال أغنية فيلم «باربي». كما انضمت إلى وكالة ستارماجيك، وثم غادرتها بعد عام وانضمت إلى وكالة فيفا للفنون.
وفي عام 2009, لعبت دور البطولة في النسخة الفلبينية من مسلسلها الدرامي الأول، «العشاق في باريس».        
وفي عام 2010, لعبت دور البطولة من خلال فيلمها الأول «سأكون هناك» أمام والدها الممثل «جاي كونسيبسيون», احتفالاً بعيد الأب.
وفي عام 2011, عملت فيلماً آخر «للأبد واليوم» مع ستار سيني، وهو فيلم درامي رومانسي. وفي عام 2012, تم اختيارها لتكون ضيف النسخة الفلبينية من برنامج «اكس فاكتور».
وفي عام 2013, لعبت دور البطولة من خلال الفيلم الفلبيني «لا تفقد نفسك». وفي عام 2014, لعبت دور البطولة في الموسم الثاني من المسلسل الدرامي «أنت فقط».
وفي عام 2015, عادت ولعبت دورالبطولة من خلال أداء شخصية «آنا» في سلسلة عيد الميلاد الخاصة بـ ABS – CBN , وإعطاء الحب في عيد الميلاد.
وفي عام 2016, عادت كضيفة في مسابقة ملكة جمال الفلبينيين 2016 إلى جانب الممثل شيان ليم، كما كانت ضيفة أيضًا في مسابقة ملكة جمال الفلبينيين عام 2011 إلى جانب الممثل ديريك رامزي.
وقد اتخذت قرار بعدم قبول أية أعمال فنية جديدة «لفترة من الوقت» وذلك للتركيز على كونها سفيرة برنامج الغذائي العالمي للجوع، وعملت موقع للتسوق عبر الإنترنت (KC`s Closet) واستطاعت من خلاله أن تجمع 1.000.000 بيزو، وتم التبرع به لمدرسة علمية في مابوينداناو.

## الجوائز
في عام 2009, حصلت على جائزة الشاشة الذهبية، وجائزة جواد باسادو، وجائزة اختيار المشاهدين. وفي عام 2011, حصلت على جائزة ستار للتلفزيون. وفي عام 2012 حصلت على جائزة لونا كأفضل ممثلة، وفي عام 2013 حصلت على جائزة مهرجان مينيلا السينمائي

## روابط خارجية
- كيه سي كونسيبسيون على موقع IMDb (الإنجليزية)
- كيه سي كونسيبسيون على موقع ميوزك برينز (الإنجليزية)
- كيه سي كونسيبسيون على موقع ميوزك برينز (الإنجليزية)
- كيه سي كونسيبسيون على موقع قاعدة بيانات الفيلم (الإنجليزية)